# Погрешна процена
Погрешна процена је југословенски телевизијски драмски филм из 1987. године у режији Мирослава Алексића, а сценарио је писала Бојана Андрић.